# Ottelia
Ottelia là một chi thực vật có hoa trong họ Hydrocharitaceae.